# Droga krajowa nr 40 (Węgry)

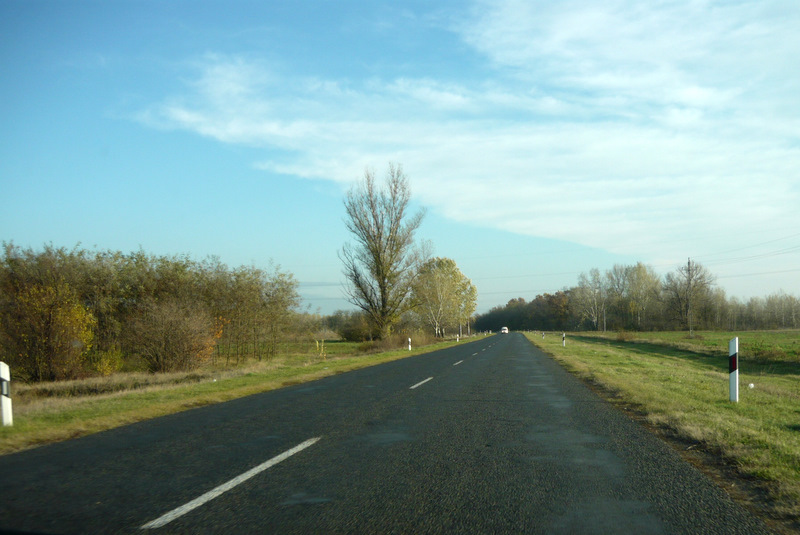
Meżdu Ceglédbercel i Cegléd

Droga krajowa nr 40 (węg. 40-es főút) – droga krajowa w komitatach Pest i Jász-Nagykun-Szolnok w środkowych Węgrzech. Długość - 49 km. Przebieg: 
- Albertirsa – skrzyżowanie z drogą 4 i z drogą 405
- Cegléd – skrzyżowanie z drogą 311 i z drogą 441
- Abony – skrzyżowanie z drogą 401 i z drogą 4
- Szolnok – skrzyżowanie z drogą 442